# Zwartkoptandklauw
De zwartkoptandklauw of roodborstloopkever (Calathus melanocephalus) is een keversoort uit de familie van de loopkevers (Carabidae). De wetenschappelijke naam van de soort werd in 1758 gepubliceerd door Carl Linnaeus in de tiende editie van Systema naturae. 